# Малик, Аншу
Аншу Малик (англ. Anshu Malik; род. 5 августа 2001, Нидани, Джинд, Харьяна, Индия) — индийская женщина-борец вольного стиля, чемпионка Азии, призёр Кубка мира, участница Олимпийских игр 2020 года в Токио.

## Карьера
В начале апреля 2021 года завоевала олимпийскую лицензию на азиатском отборочном турнире к Олимпиаде в Токио, победив узбечку Шохиду Ахмедову. В середине апреля 2021 года на чемпионате Азии в Алма-Ате стала победительницей, одолев в финале монголку Батцэцэг Алтанцэцэг.
На Олимпиаде 2020 года на стадии 1/8 финала проиграла белоруске Ирине Курочкиной, а в утешительных схватках россиянке Валерии Кобловой.

## Достижения
- Чемпионат Азии по борьбе среди кадетов 2016 — ;
- Чемпионат мира по борьбе среди кадетов 2016 — ;
- Чемпионат Азии по борьбе среди кадетов 2017 — ;
- Чемпионат мира по борьбе среди кадетов 2017 — ;
- Чемпионат Азии по борьбе среди кадетов 2018 — ;
- Чемпионат мира по борьбе среди кадетов 2018 — ;
- Чемпионат мира по борьбе среди юниоров 2018 — ;
- Чемпионат Азии по борьбе среди юниоров 2019 — ;
- Чемпионат Азии по борьбе 2020 — ;
- Индивидуальный кубок мира по борьбе 2020 — ;
- Чемпионат Азии по борьбе 2021 — ;
- Олимпийские игры 2020 — 9;